# Francesco Ziletti
Francesco Ziletti est un libraire et imprimeur italien de la Renaissance.

## Biographie

Page de titre du neuvième volume du Tractatus universi iuris, Venise, Zilletti, 1584

Libraire à Rome, puis imprimeur à Venise, il était le petit-fils de Giordano Ziletti. De son atelier sortiront plus de cent éditions. Il est surtout connu pour avoir publié une des plus volumineuses collections de jurisprudence qui aient jamais paru. Elle est intitulée Tractatus universi iuris, duce, & auspice Gregorio XIII pontifice maximo in unum congesti, Venise, 1584-1586, 29 vol. in-fol. La Bibl. classica de Georg Draud donne la liste des traités renfermés dans cette collection ; et le Catalogue de la Bibl. publique d’Orléans offre celle des auteurs avec les titres de leurs ouvrages.